# Федерални избори в Германия (2025)
Федералните избори в Германия през 2025 г. се провеждат на 23 февруари 2025 г. Избират се 630 места на 21-вия Бундестаг. На предишните избори през 2021 г. се избират 736 места, но се извършват реформи в разпределението на местата. Изборите през 2025 г. се провеждат седем месеца предсрочно поради разпадането на управляващата коалиция през 2024 г. След загубата на мнозинството си канцлерът свиква и умишлено губи вот на доверие, което позволява на президента да одобри нови избори. Изборите през 2025 г. са четвъртите предсрочни избори в следвоенната история на Германия и първите от 2005 г. насам.
Трите опозиционни партии увеличават гласовете си на изборите в сравнение с предишните федерални избори през 2021 г. Консервативният алианс ХДС/ХСС става най-голямата група в Бундестага с 28,5% от гласовете. Въпреки че този резултат е доста под 41,5% от гласовете, които Ангела Меркел постига през 2013 г., и вторият най-лош резултат от 1949 г. насам, това ги позиционира да ръководят новото правителство. „Алтернатива за Германия“ (AfD) с 20,8% удвоява своя дял и постига най-добрия си резултат на националните германски избори, като се изкачва на второ място, но не среща подкрепа от друга партия за сформиране на коалиция. „Левицата“, която получава доста под 5% до януари 2025 г. според социолозите, значително подобрява резултата си в рамките на няколко седмици, като получава близо 9%. Алиансът на Сахра Вагенкнехт (BSW) събира 4,98%, но не успява да премине избирателната бариера от 5%, за да влезе в Бундестага.
Трите партии от предишната управляваща коалиция губят подкрепа. Лявоцентристката Германска социалдемократическа партия (ГСДП) губи над девет процентни пункта и пада до трето място с едва 16,4%, което е неин най-лош резултат от 1887 г. насам. Резултатът на по-малкия ѝ партньор в коалицията – „Съюз 90/Зелените“, също пада от 15% на 12%, въпреки че е вторият ѝ най-добър резултат. Свободната демократическа партия (СДП), чието напускане на правителството предизвиква изборите, регистрира най-лошия си резултат в историята с 4,3% и губи цялото си представителство в Бундестага, това се случва и през 2013 г.
Асоциацията на южношлезвигските избиратели (SSW), която като партия представлява датското малцинство в Шлезвиг-Холщайн, е освободен от избирателната бариера от 5%, запазва единственото си място с общо 76 138 гласа (0,15%). Избирателната активност е 82,5%, което е с шест процентни пункта повече от 2021 г. и е най-високата от обединението на Германия през 1990 г. На 9 април 2025 г. ХДС/ХСС и ГСДП подписват споразумение за управляваща коалиция.
На 6 май 2025 г. Германският парламент избра Фридрих Мерц за канцлер. По-рано през същия ден той не е одобрен за канцлер на първия тур на гласуването, което налага втори тур – безпрецедентна ситуация в следвоенната история на Германия.